# Abelha-carniceira
A abelha abutre, também conhecidas como abelha carniceira, são um pequeno grupo de três espécies de abelhas sem ferrão sul-americanas do gênero Trigona, que se alimentam de carne podre. As abelhas abutres produzem uma substância semelhante ao mel que não é derivada do néctar, mas sim de secreções ricas em proteínas das glândulas hipofaríngeas das abelhas. Essas secreções são provavelmente derivadas da dieta das abelhas, que consiste em carniça comida fora do ninho. Esse comportamento incomum só foi descoberto em 1982, quase dois séculos depois que as abelhas foram classificadas pela primeira vez.

## Taxonomia
As três espécies deste grupo são:
- Trigona crassipes (Fabricius, 1793)
- Trigona necrophaga (Camargo & Roubik, 1991)
- Trigona hypogea (Silvestri, 1902)

## Descrição
As abelhas abutres são de cor marrom-avermelhada, apresentando apenas alguns pelos mais claros no tórax e variam em comprimento de 8–22 mm (0.31–0.87 in). Tal como acontece com muitos tipos de abelha sem ferrão, a abelha abutre tem mandíbulas fortes e poderosas, que usa para arrancar a carne. As abelhas abutres foram registradas como forrageadoras de mais de 75 espécies diferentes de animais.
Abelhas abutres-forrageiras entram em animais mortos através das órbitas oculares, coletando carne, que é consumida. Semelhante a como as abelhas processam o néctar com o objetivo de eventual regurgitação e armazenamento como mel, a carne que uma abelha forrageadora come é, ao retornar à colmeia, regurgitada e passada para uma abelha operária. A carne é consumida pela abelha e processada por seu intestino altamente ácido, especializado para ajudar a quebrar a carne, antes que a abelha regurgite uma substância semelhante ao mel de suas glândulas hipofaríngeas, a mesma glândula usada pelas abelhas para produzir geléia real. A substância é rica em proteínas. Ao contrário das abelhas melíferas, as abelhas abutres não produzem mel em excesso, produzindo apenas o necessário para sustentar a colmeia.

## Ecologia e comportamento
As abelhas abutres, assim como as larvas, geralmente entram na carcaça pelos olhos. Eles então vasculham o interior, colhendo a carne adequada às suas necessidades. A abelha abutre saliva na carne podre e depois a consome, armazenando a carne em seu papo. Quando retorna à colméia, essa carne é regurgitada e processada por uma abelha operária, que então secreta novamente as proteínas resultantes como um produto comestível de glicose, resistente à decomposição, semelhante ao mel. Essas secreções ricas em proteínas são então colocadas em recipientes semelhantes a potes dentro da colméia até a hora de alimentar as abelhas imaturas. As secreções substituem o papel do pólen na dieta das abelhas, pois os abutres carecem de adaptações para carregar o pólen e os estoques de pólen estão ausentes de seus ninhos, embora também armazenem mel, que é de origem desconhecida. As larvas são alimentadas com a substância à base de carniça, enquanto as abelhas adultas consomem o mel.
O sabor dessa substância semelhante ao mel é descrito como intenso, defumado e salgado, ou exclusivamente doce.